# 奇塔杜卡莱
奇塔杜卡莱（義大利語：Cittaducale），是意大利列蒂省的一个市镇。总面积70.95平方公里，人口7011人，人口密度98.8人/平方公里（2009年）。ISTAT代码为057016。